# Aliment transgènic
Un aliment transgènic és aquell aliment obtingut d'espècies a les quals s'ha afegit de manera artificial gens que no els són propis mitjançant tècniques de biotecnologia i enginyeria genètica. Amb aquestes tècniques s'aconsegueixen aliments amb qualitats particulars. Cal distingir entre transgènic i organisme modificat genèticament: mentre el primer per força ha d'haver rebut un gen que no li és propi, el segon inclou qualsevol modificació genètica, inclosa la supressió d'un gen. Avui en dia, en molts països desenvolupats, els aliments transgènics passen uns controls estrictes, i solament s'autoritzen els que han demostrat que són innocus per al consum i el medi ambient.

## Història
Els primers aliments transgènics en ferm de l'enginyeria genètica es van donar l'any 1973, en què es va crear el primer bacteri recombinant al qual se li havia inserit un gen de Salmonella. L'impressionant potencial d'aquesta tecnologia va fer la comunitat científica decidís al Congrés d'Asilomar recomanar un control i vigilància governamental fins que aquesta tecnologia demostrés ésser segura.
L'any 1978 la primera companyia privada en usar tecnologia d'ADN recombinant (Genentech) va anunciar la creació d'una soca d'E. coli que produïa insulina humana.

## Aplicacions
La inserció de gens en els organismes pot tenir diversos objectius:
1. Fer que aquests organismes adquireixin noves propietats: augment de grandària, millora del gust, més resistència a plagues (insectes) o més color. Els aliments transgènics més comuns són el blat de moro i la soja, plantes que s'ha aconseguit que siguin, per exemple, més resistents a les malalties, plagues o a un tipus d'herbicida determinat. També s'han obtingut aliments transgènics animals, com ara carpes i salmons que porten fragments d'ADN que els fa ser més grans i créixer en menys temps. També que els pinyols de certes fruites no siguin ni tan grans ni tan abundants, com és el cas d'algunes mandarines, a les quals se li apliquen gens per no tenir tants pinyols i ser, llavors, més sucoses.
2. Fer que aquests organismes sintetitzin una proteïna o producte metabòlic concret que ens interessa extreure. Un exemple és la síntesi d'insulina humana mitjançant bacteris transgènics[6] (síntesi heteròloga).

## Controvèrsia
Hi ha diversos aspectes dels transgènics que són objecte de controvèrsia:
1. L'addició de gens forans o modificats en un organisme podria generar productes metabòlics inesperats d'efectes desconeguts.
2. Des d'un punt de vista ecològic i socioeconòmic, els transgènics poden suposar una homogeneïtzació genètica de les espècies d'interès agronòmic i ramader.